# Parthenos sylvia
Parthenos sylvia (Syn. Papilio sylvia), auch Blauer oder Brauner Segelfalter sowie einfach Blauer Segler bzw. Brauner Segler genannt, ist ein Schmetterling aus der Familie der Edelfalter (Nymphalidae).

## Merkmale

### Falter
Die Flügelspannweite dieses großen breitflügeligen Falters beträgt 100 bis 110 Millimeter, andere Quellen benennen nur 60 bis 100 Millimeter. Die Oberseite der Flügel sind dunkel- bis orangebraun gefärbt mit hellbraunen Streifen, Sicheln sowie Flecken. An den Spitzen der Vorderflügel befinden sich durchscheinende weiße Flecke unterschiedlicher Größe. Die Ränder sind graubraun gefärbt.
Auf den Hinterflügeln verlaufen schmale braune, vertikal angeordnete Streifen.
Die Musterung ist unterseits gleich, nur dass sie ungemein heller ist. Der Körper ist dunkelbraun und orange geringelt.
Es gibt verschiedene Varietäten und Unterarten des Falters mit grüner, blauer, oranger oder hellbrauner Flügelgrundfarbe, wobei die Musterung immer gleichbleibend ist.

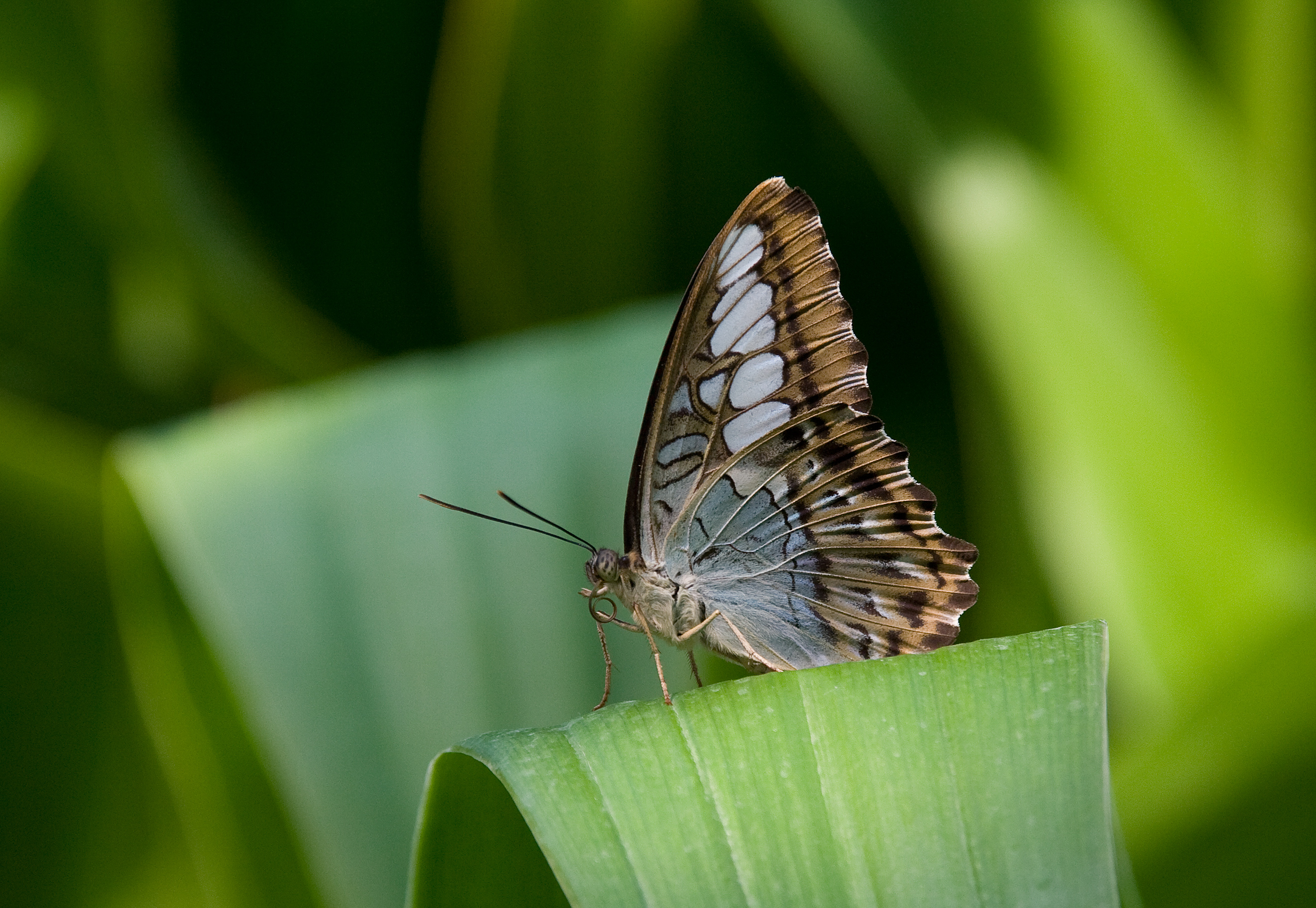
Flügelunterseite

### Raupe
Die Grundfarbe der Raupen ist Braun oder Olivgrün. Kann allerdings ebenso wie der Falter sehr unterschiedlich sein und so gibt es verschiedene Farbvarianten. Außerdem weisen sie grüne oder gelbe Streifen mit violetten Stacheln auf.

### Puppe
Die Puppe ist entweder hell- oder olivgrün gefärbt. Sie ist glatt und weist keinerlei Auswüchse auf bis auf einen Kremaster, an dem sie sich aufhängt.

## Verhalten und Lebensweise
Männchen zeigen ein stark territoriales Verhalten und verjagen alle Konkurrenten aus ihrem Revier. Beobachten kann man das, wenn es zu regelrechten Verfolgungsflügen kommt. Sie sind hauptsächlich hoch über dem Wald in den Baumwipfeln anzutreffen. Adulte Falter ernähren sich sowohl von Nektar als auch von anderen Pflanzensäften der verschiedensten Arten. Beobachtet wurden hier z. B. Wandelröschen (Lantana) sie nehmen aber auch Feuchtigkeit vom Boden auf. Im Herbst nehmen sie auch Fallobst. Es werden zwei Generationen pro Jahr ausgebildet. Die erste im Frühjahr und die zweite im Sommer, somit reicht die Flugzeit von Februar bis Ende Oktober oder Anfang November.
Die Weibchen legen ihre Eier einzeln auf die Blätter der Futterpflanze. Nach etwa 7 Tagen schlüpfen die Raupen. Die Lebensspanne der Raupe dauert dann gut vier Wochen, bis sie sich verpuppt. Nach etwa zwei Wochen schlüpft der fertige Falter und ist dann sofort geschlechtsreif.
Die Raupen sind sehr variabel was ihre Futterpflanzen angeht befressen allerdings hauptsächlich Adenia-Gewächse. Man findet sie auch an Passionsblumengewächsen (Passifloraceae) oder Mondsamengewächsen (Menispermaceae) wie Tinaspora cordifolia sowie an Kürbisgewächsen (Cucurbitaceae) wie die Unterart Parthenos sylvia lilacinus.

## Verbreitung und Lebensraum
Das Verbreitungsgebiet der Art reicht von Indien und dessen Bundesstaat Assam über Sri Lanka und den ganzen südostasiatischen Raum, hauptsächlich Myanmar, Thailand, Malaysia, die Inseln Borneo, Sumatra, Sulawesi, Java, Bali und die Philippinen, bis Neuguinea. Bewohnt werden hier Streuobstwiesen und tropische Wälder, hier besonders deren Ränder oder Lichtungen und Flussufer. Beobachtet wurde er auch in Kulturlandschaften wie Parks oder Gärten sowie auf Feldern. Er steigt dabei bis in Höhen von 2000 Metern auf andere Quellen nennen nur 300 Meter.

## Unterarten
Es werden mehrere Unterarten unterschieden.
- Parthenos sylvia admiralia, Rothschild, 1915 – der zum Bismarck-Archipel gehörenden Inselgruppe der Admiralitätsinseln
- Parthenos sylvia apicalis, Moore, 1878 – Myanmar
- Parthenos sylvia aruana, Moore, 1897 – auf den indonesischen Inselgruppe der Aru-Inseln
- Parthenos sylvia bandana, Fruhstorfer, 1913 – auf der indonesischen Inselgruppe der Banda-Inseln
- Parthenos sylvia bangkaiensis, Fruhstorfer, 1913 – auf der indonesischen Insel Banggai
- Parthenos sylvia bellimontis, Fruhstorfer, 1899 – auf der indonesischen Insel Borneo
- Parthenos sylvia borneensis, Staudinger, 1889 – im Südosten der indonesischen Insel Borneo
- Parthenos sylvia brunnea, Staudinger, 1888 – auf der indonesischen Insel Ambon sowie der Umgebung der indonesischen Stadt Serang
- Parthenos sylvia couppei, Ribbe, 1898 – auf dem Bismarck-Archipel
- Parthenos sylvia cyaneus, Moore, 1877 – auf Sri Lanka
- Parthenos sylvia ellina, Fruhstorfer, 1899 – auf den indonesischen Molukken-Inseln den Bacan-Inseln, Halmahera, Ternate und Morotai
- Parthenos sylvia gambrisius, Fabricius, 1787 – aus den indischen Bundesstaaten Westbengalen, östlicher Teil, sowie Assam im Distrikt Cachar, Burma und dem  südlichen Teil der chinesischen Provinz Yunnan
- Parthenos sylvia guineensis, Fruhstorfer, 1899 – im östlichen teil Neuguineas
- Parthenos sylvia joloensis, Fruhstorfer, 1899 – auf dem Sulu-Archipel
- Parthenos sylvia lilacinus, Butler, 1879 – von der Malaiischen Halbinsel und dort aus den Bundesstaaten Malakka und Penang sowie Singapur[5]
- Parthenos sylvia nodrica, Boisduval, 1832 – auf der Insel Buru der indonesischen Molukken
- Parthenos sylvia numita, Fruhstorfer, 1904 – auf den indonesischen Molukken-Inseln den Gorominseln
- Parthenos sylvia obiana, Fruhstorfer, 1904 – auf den Obi-Inseln der indonesischen Molukken
- Parthenos sylvia pherekides, Fruhstorfer, 1904 – im Südosten der indonesischen Provinz Papua
- Parthenos sylvia pherekrates, Fruhstorfer, 1904 – auf der Fergusson-Insel
- Parthenos sylvia philippinensis, Fruhstorfer, 1899 – von der Philippineninsel Mindanao
- Parthenos sylvia roepstorfii, Moore, 1897 – auf den südlichen Andamanen und den Nicobaren
- Parthenos sylvia sangira, Talbot, 1932 – Sangier
- Parthenos sylvia salentia, Hopffer, 1874 – auf der indonesischen Insel Sulawesi
- Parthenos sylvia silvicola, Fruhstorfer, 1898 – auf der indonesischen Insel Nias
- Parthenos sylvia sumbae, van Eecke, 1933 – auf der indonesischen Insel Sumba
- Parthenos sylvia sulana, Fruhstorfer, 1899 – auf den indonesischen Sula-Inseln
- Parthenos sylvia sumatrensis, Fruhstorfer, 1899 – auf der indonesischen Insel Sumatra
- Parthenos sylvia sylla, Donovan, 1798
- Parthenos sylvia sylvia, Cramer, 1776
- Parthenos sylvia theriotes, Fruhstorfer, 1915 – in der Collingwood Bay der indonesischen Provinz Papua
- Parthenos sylvia thesaurinus, Grose-Smith, 1897 – auf den Santa-Cruz-Inseln der Salomonen
- Parthenos sylvia thesaurus, Mathew, 1887 – auf den Salomon-Inseln sowie Guadalcanal
- Parthenos sylvia tualensis, Fruhstorfer, 1899 – auf der indonesischen Inselgruppe der Kei-Inseln
- Parthenos sylvia ugiensis, Fruhstorfer, 1913 – auf der Salomon-Insel Ugi
- Parthenos sylvia virens, Moore, 1877 – in Süd Indien der Umgebung der Stadt Kozhikode sowie in der Region Travancore an der Malabarküste den Westghats der Küstenregion Konkan und dem Distrikt Nilgiris

## Status
Er ist in der Regel häufig anzutreffen.